# Liste der Hallenkirchen in Österreich
▶ Liste(n) der Hallenkirchen – Übersicht
– Siehe auch: Pseudobasiliken in Österreich (112) –
Anzahl: 359, davon ein paar auch unter Pseudobasiliken (einzelne teils/teils, dazu Grenzfälle)
Zu den Hallenkirchen in Österreich gehört die größte Kirche des Landes, der Stephansdom in Wien.
Größer als in anderen Ländern ist wohl der Anteil an Hallen mit geradzahliger Anzahl von Schiffen, zumeist zwei, vereinzelt vier.

## Liste

### Burgenland
| Ort        | Name/Patrozinium | Anmerkungen | Fotos | Fotos |
| ---------- | ---------------- | --- | ----- | ----- |
| Eisenstadt | Dom St. Martin   | 1460–1522, nach Brand von 1589 mit Kreuzgratgewölben wiederaufgebaut; dreischiffiges, vierjochiges Langhaus, polygonaler Chorschluss |       |       |

### Kärnten
– Siehe auch: Pseudobasiliken in Kärnten (8) –
Erfassungsstand: 9
| Ort                                                        | Name/Patrozinium          | Anmerkungen                                                                                      | Fotos | Fotos                    |
| ---------------------------------------------------------- | ------------------------- | ------------------------------------------------------------------------------------------------ | ----- | ------------------------ |
| Friesach, Bez. St. Veit                                    | Heiligblutkirche          |                                                                                                  |       |                          |
| Gmünd in Kärnten, Bez. Spittal an der Drau                 | Maria Himmelfahrt         | 14. Jh.                                                                                          |       |                          |
| Greifenburg, Bez. Spittal an der Drau                      | St. Katharina             |                                                                                                  |       |                          |
| Heiligenblut am Großglockner, Bez. Spittal an der Drau     | St. Vinzenz               | dreischiffige rippengewölbte Emporenhalle                                                        |       |                          |
| Irschen, Bez. Spittal an der Drau                          | St. Dionysius             | symmetrisch zweischiffig                                                                         |       |                          |
| Lavamünd (-Pfarrdorf), Bez. Wolfsberg                      | Pfarrk. Mariä Himmelfahrt | Chor 14. Jh., Stufenhalle 15. Jh.                                                                |       | Innenfoto von Pfarrseite |
| St. Peter, Rennweg am Katschberg, Bez. Spittal an der Drau | St. Peter                 | symmetrisch zweischiffig, westlicher Pfeiler westlich der Orgel                                  |       |                          |
| Sirnitz, Albeck, Bez. Feldkirchen                          | Pfarrkirche Sirnitz       | 13. Jh. dreischiffige Halle, 18. Jh. barockisiert, spitzbogige Kreuzgratgewölbe auf Rundpfeilern |       |                          |
| Villach                                                    | St. Jakob                 | einschiffiger Chor 1360/70, Hallenschiff 1450/60                                                 |       |                          |

### Niederösterreich
– Siehe auch: Pseudobasiliken in Niederösterreich (65) –
Anzahl: 131
| Ort                                                     | Name/Patrozinium                       | Anmerkungen | Fotos | Fotos                                    |
| ------------------------------------------------------- | -------------------------------------- | --- | ----- | ---------------------------------------- |
| Allhartsberg, Bez. Amstetten                            | St. Katharina                          | |       |                                          |
| Altlichtenwarth, Bez. Mistelbach                        | St. Nikolaus                           | zweischiffige Stufenhalle |       |                                          |
| Aschbach-Markt, Bez. Amstetten                          | St. Martin                             | 15.–1. Viertel 16. Jh. |       |                                          |
| Baden bei Wien, Bezirksstadt                            | St. Stephan                            | teils Hallenkirche, teils Pseudobasilika, teils Grenzfall                                                                                      |       |                                          |
| Biberbach, Bez. Amstetten                               | St. Stephan                            | |       |                                          |
| Brunn am Gebirge, Bezirk Mödling                        | St. Kunigunde                          | 14. Jh., 17. Jh., …, teils Stufenhalle, teils Pseudobasilika                                                                                   |       |                                          |
| Dietmanns, Großdietmanns, Bezirk Gmünd                  | 14 Nothelfer                           | |       | Innenfotos fehlen                        |
| Truppenübungspl. Döllersheim, Bezirk Zwettl             | Friedenskirche                         | seit 1938 in Truppenübungsplatz, gesicherte Halbruine                                                                                          |       |                                          |
| Edlitz, Bez. Neunkirchen                                | St. Vitus                              | Einstützenhalle |       |                                          |
| Eggenburg, Bezirk Horn                                  | St. Stephanus                          | |       |                                          |
| Enzesfeld, Bezirk Baden                                 | St. Margareta                          | |       |                                          |
| Euratsfeld, Bez. Amstetten                              | St. Johannes                           | 1. Viertel 16. Jh. |       |                                          |
| Fallbach, Bez. Mistelbach                               | St. Lambert                            | dreischiffig |       |                                          |
| Felixdorf, Wr. Neustadt-Land                            | Empfängnis Mariens                     | modern, schmale flachgedeckte Seitenschiffe, Hauptschiff bis an die gering geneigte Dachschräge                                                |       |                                          |
| Gaming, Bezirk Scheibbs                                 | St. Philippus u. St. Jakobus           | gotisch, barockisiert, schmale Seitenschiffe                                                                                                   |       |                                          |
| Gansbach, Dunkelstei nerwald, Bezirk Melk               | St. Bartholomäus                       | Hauptschiff und Südseitenschiff |       |                                          |
| Gaubitsch, Bez. Mistelbach                              | St. Stephanus                          | |       |                                          |
| Gmünd, Bezirksstadt                                     | St. Stephan                            | Nordseite Stufenhalle, Südseite Pseudobasilika                                                                                                 |       |                                          |
| Persenbeug-Gottsdorf, Bezirk Melk                       | St. Peter und Paul                     | |       | Innenfotos fehlen                        |
| Groß Gerungs, Bezirk Zwettl                             | St. Margareta                          | Stufenhalle |       |                                          |
| Großgöttfritz, Bezirk Zwettl                            | St. Leonhard                           | 14. Jh. und 3. V. 15. Jh. |       | Innenfotos fehlen                        |
| Großschönau, Bezirk Gmünd                               | St. Leonhard                           | |       |                                          |
| Gumpoldskirchen, Bezirk Mödling                         | St. Michael                            | 2 H. 14. Jh., Seitenschiffe so hoch wie Mittelschiffm Kreuzrippengewölbe                                                                       |       |                                          |
| Haidershofen, Bez. Amstetten                            | St. Severin                            | nach Umbau zur Hallenkirche 1452 geweiht |       |                                          |
| Haugsdorf, Bez. Hollabrunn                              | St. Peter und Paul                     | Chor 14. Jh., Hallenkirche 2. Hälfte 15. Jh.                                                                                                   |       |                                          |
| Heiligenkreuz, Bezirk Baden                             | Stiftskirche Heiligenkreuz             | hochgotischer Hallenchor an romanischem Langhaus                                                                                               |       |                                          |
| Hollenburg, Stadt Krems an der Donau                    | Pfarrkirche Mariä Himmelfahrt          | Hallenlanghaus 1. Hälfte 14. Jh., 1513 erweitert                                                                                               |       |                                          |
| Imbach, Senftenberg, Krems-Land                         | Pfarrkirche Mariä Geburt               | 14./15. Jh. |       |                                          |
| Innerochsenbach, Ferschnitz, Bez. Amstetten             | St. Martin                             | |       |                                          |
| Kautzen, Bez. Waidhofen an der Thaya                    | St. Jakobus                            | zweijochige Seitenschiffe in „Querhausarmen“                                                                                                   |       |                                          |
| Kirchstetten, St. Pölten-Land                           | St. Veit                               | Hauptschiff 14. Jh., Nordseitenschiff 15. Jh.                                                                                                  |       | Innenfotos fehlen                        |
| Klein-Pöchlarn, Bezirk Melk                             | St. Othmar                             | Chor und Turm 14. Jh., Hallenschiff 1517 vollendet                                                                                             |       |                                          |
| Kleinzell, Bez. Lilienfeld                              | Mariä Himmelfahrt                      | Grenzfall Stufenhalle/Pseudobasilika |       |                                          |
| Kleinzwettl, Bez. Waidhofen an der Thaya                | St. Jacob                              | symmetrisch zweischiffig, gotische Kreuzrippengewölbe, Wehrkirche                                                                              |       |                                          |
| Korneuburg, Bezirksstadt                                | St. Ägydius                            | Gotisierung nach 1417, aber Mittelschiff erst 1846 Kreuzrippengewölbe                                                                          |       |                                          |
| Kottes, Bezirk Zwettl                                   | Mariä Himmelfahrt                      | zweischiffig, vier Joche, Netzrippengewölbe |       | kein geeignetes Innenfoto                |
| Krems an der Donau, Bezirksstadt                        | Piaristenkirche St. Stephan            | Chorweihe 1457, Langhaus bis 1508 |       |                                          |
| Burgschleinitz -Kühnring, Bezirk Horn                   | Philipp und Jakob                      | |       | kein geeignetes Innenfoto                |
| Langschlag, Bezirk Zwettl                               | St. Stephan                            | 1526–1539, zweischiffig |       |                                          |
| Lengenfeld, Krems-Land                                  | St. Pankratius                         | dreischiffige Stufenhalle, dicke schmucklose Arkaden, Kreuzrippengewölbe                                                                       |       |                                          |
| Litschau, Bezirk Gmünd                                  | St. Michael                            | dreischiffig, gleiche Gewölbehöhen, Arkaden mit beidseitigen Schildflächen                                                                     |       |                                          |
| Lunz „am See“, Bezirk Scheibbs                          | Hl. Drei Könige                        | symmetrisch zweischiffig, Netzgewölbe |       |                                          |
| Mank, Bezirk Melk                                       | Pfarrkirche Mariä Himmelfahrt          | Chor um 1400, Staffelhalle frühes 16. Jh. |       |                                          |
| Marbach an der Donau, Bezirk Melk                       | St. Martin                             | Chor 14. Jh., Langhaus 1843–1845, rundbogige Kreuzgratgewölbe über allen drei Schiffen der Emporenhalle                                        |       |                                          |
| Maria Ponsee, Zwentendorf/D., Bezirk Tulln              | Mariä Geburt                           | Kern 12. Jh., Seitenschiff 1550/1560, 1716–1721 barocker Ersatz des Chors u. Verlängerung des Seitenschiffs                                    |       |                                          |
| Markersdorf- Haindorf, St. Pölten-Land                  | St. Martin                             | |       |                                          |
| Mautern an der Donau, Krems-Land                        | St. Severin                            | Staffelhalle, 2. Hälfte.14. Jh. |       |                                          |
| Mistelbach, Bezirksstadt                                | St. Martin                             | dreischiffig, 1541 gotisch, 1836 Gewölbe nach Brand rundbogog ersetzt                                                                          |       |                                          |
| Mitterbach am Erlaufsee, Bezirk Lilienfeld              | St. Klemens Maria Hofbauer             | 1914/1915, kreativ gegliederter Jugendstilbau                                                                                                  |       |                                          |
| Mödling, Bezirksstadt                                   | St. Othmar                             | 1454–1523, Brand 1529, Wiederaufbau im 17. Jh. mit Kreuzgratgewölben                                                                           |       |                                          |
| Mödring, Stadt Korn am Kamp                             | Johannes der Täufer                    | |       |                                          |
| Münichreith- Laimbach, Bezirk Melk                      | St. Nikolaus                           | 14./15. Jh. |       |                                          |
| Naßwald, Schwarzau im Gebirge, Bez. Neunkirchen         | Evangelische K.                        | flachgedeckt mit einem Paar Holzsäulen, darüber profanes Obergeschoss                                                                          |       | Innenfotos fehlen                        |
| Neuhaus am Zellerrain, Gaming, Bezirk Scheibbs          | Kreuzauffindung                        | neugotisch, dreischiffig, Kreuzrippengewölbe auf zarten Achteckpfeilern                                                                        |       |                                          |
| Neuhofen, Bez. Amstetten                                | Pfarrkirche Mariä Himmelfahrt          | Langhaus 3. Viertel 15. Jh., Stufenhalle |       |                                          |
| Neukirchen am Ostrong, Pöggstall, Bezirk Melk           | Mariä Himmelfahrt                      | dreischiffig, Grenzfall Stufenhalle/Pseudobasilika                                                                                             |       |                                          |
| Neukirchen an der Wild, Brunn a. d. W., Bezirk Horn     | St. Martin                             | symmetrisch zweischiffig |       |                                          |
| Neustadtl an der Donau, Bez. Amstetten                  | Jakobus d. Ä.                          | dreischiffig, spätgot. Netzgewölbe auf Achteckpfeilern                                                                                         |       |                                          |
| Oberaspang, Aspang-Markt, Bez. Neunkirchen              | St. Florian                            | dreischiffig aber wohl zweijochig |       | Innenfoto siehe Pfarrseite               |
| Oberkirchen, Groß Gerungs, Bezirk Zwettl                | St. Nikoaus                            | Chorturm u. Apsis 12./13. Jh., Schiffseinteilung und Gewölbe 1. H. 15. Jh., dreischiffig, Kreuzrippengewölbe                                   |       |                                          |
| Obermeisling, Gföhl, Krems-Land                         | St. Stephan                            | 2 × 3 Joche |       | Innenfotos fehlen                        |
| Oberndorf an der Melk, Bezirk Scheibbs                  | St. Ägidius und Thomas                 | Gotik und Frühbarock, 2 × 3 Joche |       |                                          |
| Ollersbach, Neulengbach, St. Pölten-Land                | Mariä Himmelfahrt                      | Höhenverhältnis von Mittelschiff und Seitenschiffen unklar                                                                                     |       | Innenfotos fehlen                        |
| Payerbach, Bez. Neunkirchen                             | St. Elisabeth                          | „zweischiffige spätgotische Halle“ |       |                                          |
| Perchtoldsdorf, Bezirk Mödling                          | St. Augustinus                         | Pfarrei seit 1217, Langhaus ab 1435, dreischiffig, Stern- u. Kreuzrippengewölbe                                                                |       |                                          |
| Petzenkirchen, Bezirk Melk                              | St. Stephanus                          | Schiff um 1500, 2 × 3 Joche |       |                                          |
| Pöchlarn, Bezirk Melk                                   | Mariä Himmelfahrt                      | |       |                                          |
| Pöggstall, Bezirk Melk                                  | Pfarrk. St. Anna                       | errichtet 1480 als Schlosskirche u. Grablege, 2 × 3 Joche                                                                                      |       |                                          |
| Pöggstall, Bezirk Melk                                  | St. Anna im Felde                      | 14. Jh., flache Holzdecke |       |                                          |
| Puchberg am Schneeberg, Bez. Neunkirchen                | St. Vitus                              | seit 1948/1949 flache Holzdecken auf Rundbogenarkaden                                                                                          |       |                                          |
| Purgstall an der Erlauf, Bezirk Scheibbs                | St. Petrus                             | dreischiffig, Netzgewölbe |       |                                          |
| Raach am Hochgebirge, Bez. Neunkirchen                  | St. Ägidius                            | |       |                                          |
| Rabenstein an der Pielach, St. Pölten-Land              | St. Laurentius                         | Ende 15. Jh., Grenzfall Stufenhalle/Pseudobasilika                                                                                             |       |                                          |
| Raxendorf, Bezirk Melk                                  | Wallfahrtskirche Heiligenblut          | drei gleich hohe rippengewölbte Schiffe |       |                                          |
| Reinsberg, Bezirk Scheibbs                              | Johannes der Täufer                    | |       |                                          |
| Rems, St. Valentin, Bez. Amstetten                      | Maria Magdalena (CC)                   | |       |                                          |
| St. Andrä-Wördern, Bezirk Tulln                         | St. Andrä                              | Nordseite Basilika, Südseite Hallenkirche |       |                                          |
| St Anton an der Jeßnitz, Bezirk Scheibbs                | St. Anton                              | 1683–1691 |       |                                          |
| St. Georgen am Walde, Bezirk Perg                       | Pfarrkirche                            | Turm 13. Jh., Langhaus und Sakristei um 1500 bis um 1550                                                                                       |       |                                          |
| St. Georgen am Ybbsfelde, Bez. Amstetten                | St. Georg                              | dreischiffige spätgotische Stufenhalle |       |                                          |
| St. Leonhard am Forst, Bezirk Melk                      | St. Leonhard                           | |       | gutes Innenfoto b. Gedächtnis des Landes |
| St. Leonhard am Walde, Waidhofen an der Ybbs            | St. Leonhard                           | teils zwei-, teils dreischiffig |       |                                          |
| St. Lorenzen am Steinfelde, Ternitz, Bez. Neunkirchen   | St. Laurentius                         | frühes 13. Jh. bis 1750/52 |       |                                          |
| St. Margarethen an der Sierning, St. Pölten-Land        | St. Margaretha                         | dreischiffige Stufenhalle, Netzgewölbe, schwere schmucklose Arkaden                                                                            |       |                                          |
| St. Michael am Br., St. Peter in der Au, Bez. Amstetten | St. Michael                            | |       |                                          |
| St. Michael, Weißenkirchen in der Wachau, Krems-Land    | St. Michael                            | dreischiffig, Rippengewölbe |       |                                          |
| St. Pantaleon-Erla, Bezirk Amstetten                    | St. Pantaleon                          | spätgotische Dreistützenhalle |       |                                          |
| St. Peter in der Au, Bez. Amstetten                     | St. Peter und Paul                     | vor 1452 |       |                                          |
| St. Valentin, Bez. Amstetten                            | St. Valentin                           | |       |                                          |
| St. Veit an der Gölsen, Bez. Lilienfeld                 | St. Veit                               | dreischiffige Stufenhalle, Mittelschiff Netzgewölbe, Seitenschiffe Kreuzrippengewölbe                                                          |       |                                          |
| St. Wolfgang, Weitra, Bezirk Gmünd                      | St. Wolfgang                           | |       |                                          |
| Scheibbs, Bezirksstadt                                  | Maria Magdalena                        | spätes 15./frühes 16. Jh. |       |                                          |
| Schönbach, Bezirk Zwettl                                | Maria Lichtmess                        | 1450–1457 |       |                                          |
| Schweiggers, Bezirk Zwettl                              | St. Ägydius                            | |       |                                          |
| Seebenstein, Bezirk Neunkirchen                         | St. Andreas                            | |       |                                          |
| Seyfrieds, Heidenreichstein, Bezirk Gmünd               | St. Johannes der Täufer                | Vorgänger seit dem MA, 1950–1953, Heimatschutzstil, Stufenhalle, Achteckpfeiler, Unterzüge, Holzdecken                                         |       |                                          |
| Wallsee -Sindelburg, Bez. Amstetten                     | St. Johannes                           | spätgotischer Ausbau bez. 1504 |       | Innenfoto mit ewas Halle s. Pfarrseite   |
| Sitzendorf an der Schmida, Bez. Hollabrunn              | St. Martin                             | Mittelschiff wesentlich höher als Seitenschiffe, aber mit tief ansetzendem Gewölbe; Arkade mit Schildflächen, außen sichtbare Hochschiffswände |       |                                          |
| Sollenau, Bezirk Wiener Neustadt-Land                   | St. Laurentius                         | erwähnt ab 1220, romanisch, innen ab ca. 1500 Stufenhalle, kleine Okuli der äußeren „Obergaden“ belichten nur den Dachraum                     |       |                                          |
| Spitz, a. d. Donau, Krems-Land                          | St. Mauritius                          | dreischiffig, gotische Netzgewölbe |       |                                          |
| Steinakirchen am Forst, Bezirk Scheibbs                 | St. Michael                            | Ende 15./frühes 16. Jh., Emporenhalle mit sehr schmalen Seitenschiffen                                                                         |       |                                          |
| Stein an der Donau, Stadt Krems                         | Nikolauskirche                         | Chor 2. Hälfte 14. Jh., Staffelhalle 2. Hölfte 15. Jh.                                                                                         |       |                                          |
| Stiefern, Schönberg am Kamp, Krems-Land                 | St. Johannes                           | Halle um 1660: drei Schiffe, zwei Joche, Kreuzgratgewölbe                                                                                      |       | kein geeignetes Innenfoto                |
| Stössing, St. Pölten-Land                               | St. Ägidius                            | einschiffiges Langhaus, zweischiffige Chorpartie aus Chor und zweijochiger netzgewölbter Kapelle                                               |       |                                          |
| Strengberg, Bez. Amstetten                              | Mariä Himmelfahrt                      | 3 × 3 Joche |       |                                          |
| Texing, Texingtal, Bezirk Melk                          | St. Bartholomäus                       | 3 × 3 Joche |       | Innenfotos fehlen                        |
| Thalheim bei Wels, Wels-Land                            | St. Stephanus                          | spätgotische dreischiffige Stufenhalle, Netzgewölbe auf achteckigen Pfeilern                                                                   |       |                                          |
| Traiskirchen, Bezirk Baden                              | St. Margareta                          | 1774 |       |                                          |
| Unserfrau- Altweitra, Bezirk Gmünd                      | Mariä Geburt                           | |       |                                          |
| Unterloiben, Dürnstein, Krems-Land                      | St. Quirinus                           | ausgeprägte Stufenhalle aus Hauptschiff und Nordseitenschiff                                                                                   |       |                                          |
| Unterwölbling, Wölbling, St. Pölten-Land                | St. Vitus                              | Anfang 16. Jh., drei Schiffe, zwei Joche |       | kein geeignetes Innenfoto                |
| Vitis, Bez. Waidhofen an der Thaya                      | St. Bartholomäus                       | symmetrisch, 2 × 4 Joche |       |                                          |
| Waidhofen an der Ybbs                                   | Stadtpfarrk. St. Magdalena und Lambert | fünfschiffig, äußere Schiffe mit Emporen |       |                                          |
| Waidhofen an der Ybbs                                   | Bürgerspital- kirche St. Katharina     | zweischiffige Stufenhalle |       |                                          |
| Waldenstein, Bezirk Gmünd                               | St. Michael                            | symmetrisch zweischiffiger Westteil, 1965 moderner flachgedeckter Ostteil                                                                      |       |                                          |
| Walterskirchen, Poysdorf, Bez. Mistelbach               | Mariä Verkündigung                     | |       |                                          |
| Weikertschlag, Bez. Waidhofen an der Thaya              | Stephanus                              | unklar, ob Stufenhalle oder Pseudobasilika |       | Innenfotos fehlen                        |
| Weißenalbern, Kirchberg am Walde, Bezirk Gmünd          | Johannes der Täufer                    | Halle aus drei gleich hohen Schiffen, niedrige Anbauten                                                                                        |       |                                          |
| Weißenbach, Gastern, Bez. Waidhofen an der Thaya        | St. Andreas (CC)                       | symmetrisch, 2 × 3 Joche |       |                                          |
| Weißenkirchen in der Wachau, Krems-Land                 | Mariä Himmelfahrt                      | zweischiffige Staffelhalle |       |                                          |
| Weistrach, Bez. Amstetten                               | St. Stefan                             | überw. spätgotisch, Langhaus im 19. Jh. verlängert                                                                                             |       |                                          |
| Weiten, Bezirk Melk                                     | St. Stephanus                          | Langhaus 1. Hälfte 15. Jh. |       |                                          |
| Wiener Neustadt                                         | St.-Georgs-Kathedrale                  | 1440–1460 als Burgkapelle errichtet |       |                                          |
| Wiener Neustadt                                         | Stiftskirche hl. Dreifaltigkeit        | drei gleich hohe Schiffe, Mittelschiff Netzgewölbe                                                                                             |       |                                          |
| Wolfsbach, Bez. Amstetten                               | St. Veit                               | Hallenschiff um 100 |       |                                          |
| Ybbs an der Donau                                       | St. Laurentius                         | Staffelhalle ab 1466 eingewölbt |       |                                          |
| Ybbsitz, Bez. Amstetten                                 | St. Johannes der Täufer                | gotischer Umbau zw. 1380 u. 1460…1500 |       |                                          |
| Zeillern, Bez. Amstetten                                | St. Jakobus der Ältere                 | Nordseite Stufenhalle, Südseite Pseudobasilika                                                                                                 |       |                                          |
| Zelking- Matzleinsdorf, Bezirk Melk                     | St. Erhard                             | symmetrisch, 2 × 3 Joche |       | kein geeignetes Innenfoto                |
| Zistersdorf, Bez. Gänserndorf                           | Wallfahrtskirche                       | dreischiffig |       |                                          |
| Zwettl, Bezirksstadt                                    | Stiftskirche                           | Zisterzienserkloster, nach Zerstörung in Hussitenkriegen bis 1490 wiederaufgebaut                                                              |       |                                          |

### Oberösterreich
– Siehe auch Pseudobasiliken in Oberösterreich (22) –
Anzahl: 119
| Ort                                                              | Name/Patrozinium                           | Anmerkungen | Fotos                 | Fotos                                    |
| ---------------------------------------------------------------- | ------------------------------------------ | --- | --------------------- | ---------------------------------------- |
| Aigen im Mühlkreis, Bezirk Rohrbach                              | Johannes Evangelist                        | 1887–1891, Neo-Spätromanik, dreischiffig, spitzbogige Rippengewölbe, Fenster rundbogig mit in originaler Romanik unüblichem Maßwerk                          |                       |                                          |
| Allerheiligen im Mühlkreis, Bezirk Perg                          | Wallfahrtskirche                           | |                       | Pfarrseite m. mäßig geeignetem Innenfoto |
| Altmünster, Bezirk Gmunden                                       | St. Benedikt                               | |                       |                                          |
| Ampflwang im Hausruckwald, Bez. Vöcklabruck                      | St. Martin                                 | Arkade zwischen Altbau und 1964 angefügter Erweiterung |                       |                                          |
| Arbing                                                           | Pfarrkirche                                | zweischiffig |                       |                                          |
| Attnang-Puchheim                                                 | Pfarrkirche Attnang                        | 1935–1951, Rundbogenarkaden, schmale Seitenschiffe, Holzdecke mit mächtigen Querbalken                                                                       |                       |                                          |
| Aurolzmünster, Bezirk Ried                                       | Mauritius                                  | Kapelle von Schiffshöhe hinter niedriger Arkade von zwei Jochen                                                                                              |                       |                                          |
| Braunau am Inn                                                   | Bürgerspitalkirche                         | dreischiffig |                       |                                          |
| Braunau am Inn                                                   | Stadtpfarrkirche St. Stephan               | Stufenhalle |                       |                                          |
| Bruckmühl, Ottnang, Bezirk Vöcklabruck                           | Herz Jesu                                  | Neo-Frühgotik, spitzbogige Kreuzrippengewölbe des breiten Mittelschiffs und der schmalen Seitenschiffe mit gleich hohen Scheiteln                            |                       |                                          |
| Dimbach, Bezirk Perg                                             | Mariä Himmelfahrt, „Maria am Grünen Anger“ | Gottesdienstvideo, Blicke ins Schiff nach 59. Minute |                       |                                          |
| Eferding                                                         | St. Hippolyt                               | ab 1451, Stufenhalle |                       |                                          |
| Eferding                                                         | Spitalskirche Selige Maria                 | ab 1325, zweischiffige Staffelhalle |                       | kein geeignetes Innenfoto                |
| Eggelsberg                                                       | Pfarrkirche Mariä Himmelfahrt              | zweischiffig |                       |                                          |
| Enns                                                             | St. Marien                                 | St. Marien und Walseer Kapelle, zwei miteinander verbundene jeweils zweischiffige Kirchenräume                                                               |                       |                                          |
| Frankenburg am Hausruck, Bezirk Vöcklabruck                      | St. Martin                                 | gotische Einstützenhalle um 1540, 1590–1610 östliche Erweiterung als dreischiffige Staffelhalle der Renaissance, weitere Osterweiterung 1986 modern          |                       |                                          |
| Frankenmarkt                                                     | Pfarrkirche hl. Nikolaus                   | zweischiffig |                       |                                          |
| Franking, Bezirk Braunau                                         | Maria Magdalena                            | Mittelschiff 1445, Seitenschiffe 1689 und 1723 |                       |                                          |
| Freistadt                                                        | Liebfrauen                                 | |                       |                                          |
| Gaflenz, Steyr-Land                                              | St. Sebald am Heiligenstein                | Wallfahrtskirche, 15. Jh., dreischiffig |                       |                                          |
| Gampern, Bez. Vöcklabruck                                        | St. Remigius                               | 1468–1515, 2 × 3 Joche |                       |                                          |
| Geboltskirchen, Bez. Grieskirchen                                | St. Nikolaus                               | Südseitenschiff um 1500, heutige Gewölbe teilw. 1628 |                       | Pfarrseite: Beschreibung, Bilderfluss    |
| Gilgenberg am Weilhart, Bezirk Braunau                           | St. Ägidius                                | |                       | Pfarrseite: Beschreibung ohne Fotos      |
| Gramastetten                                                     | Pfarrkirche                                | dreischiffig |                       |                                          |
| Grein                                                            | St. Ägidius                                | 15. Jh. |                       |                                          |
| Grünbach, Bezirk Freistadt                                       | St. Nikolaus (CC)                          | |                       |                                          |
| Gutau                                                            | St. Ägidius                                | dreischiffig |                       |                                          |
| Bad Hall, Steyr-Land                                             | Hl. Erlöser                                | 1869–1888, neugotisch, dreischiffig |                       |                                          |
| Hallstatt, Bezirk Gmunden                                        | Mariä Himmelfahrt                          | fertiggestellt 1505, Schiff mit Zentralstütze, weitere Stützen für Chor aus zwei Kapellen und eine weitere Kapelle                                           |                       |                                          |
| Hallstatt, Bezirk Gmunden                                        | Ev. Christuskirche                         | 1863, neoromanisch, innen flachgedeckt rundbogige Arkade, Querkirche mit Apsis in der nördlichen Längswand; südliches Schiff schmaler und mit Empore gefüllt |                       |                                          |
| Handenberg                                                       | Pfarrkirche                                | zweischiffig |                       |                                          |
| Hargelsberg, Linz-Land                                           | St. Andreas                                | 3 × 3 Joche, Seitenschiffe sehr schmal |                       | kein geeignetes Innenfoto                |
| Heiligenberg, Bez. Grieskirchen                                  | Hl. Dreifaltigkeit                         | spätgotisch, 2 × 3 Joche, westliches Jochpaar mit Empore |                       |                                          |
| Hellmonsödt                                                      | St. Alexius                                | ab 1441 |                       |                                          |
| Hirschbach im Mühlkreis, Bezirk Freistadt                        | St. Maria (CC)                             | |                       |                                          |
| Hochburg-Ach                                                     | Pfarrkirche                                | Grenzfall zur Saalkirche da Pfeiler nur relativ nahe am westlichen Ende                                                                                      |                       |                                          |
| Hofkirchen im Traunkreis, Linz-Land, Landkreis Gotha             | St. Nikolaus                               | |                       | Pfarrseite mit Innenfoto                 |
| Kefermarkt                                                       | St. Wolfgang                               | 76, Chor bis 1500 |                       |                                          |
| Kirchdorf an der Krems, Bez. Kirchdorf                           | St. Gregor                                 | 1470–1491 gotisch, 1962/1963 massiv erneuert |                       |                                          |
| Königswiesen                                                     | Pfarrkirche Mariä Himmelfahrt              | zweischiffig |                       |                                          |
| Bad Kreuzen                                                      | Pfarrkirche                                | zweischiffig |                       |                                          |
| Laakirchen                                                       | Pfarrkirche                                | |                       |                                          |
| Laufen, Bad Ischl, Landkreis Gotha                               | Bezirk Gmunden                             | Mitte 15. Jh. |                       |                                          |
| Bad Leonfelden                                                   | St. Bartholomäus                           | dreischiffige Emporenhalle, gotisch und neugotisch |                       |                                          |
| Linz                                                             | Heilige Familie                            | 1907–1912, außen Jugendstil, innen Neorenaissance, Mittelschiff Längstonne, Seitenschiffe Folge von Quertonnen                                               |                       |                                          |
| Linz                                                             | St. Magdalena                              | Staffelhalle oder Pseudobasilika |                       | Innenpanorama zeitw. unzugänglich        |
| Linz                                                             | Martin-Luther-Kirche                       | 1841–1844, Emporenhalle, Neorenaissance |                       |                                          |
| Linz                                                             | St. Michael                                | modern, flachgedeckt, schlanke Rundpfeiler, schmale Seitenschiffe                                                                                            |                       |                                          |
| Lohnsburg, Bezirk Ried                                           | St. Nikolaus                               | 1723 von 1 auf 3 Schiffe erweitert, rundbogige Kreuzrippengewölbe                                                                                            |                       |                                          |
| Magdalenaberg, Pettenbach, Bezirk Kirchdorf                      |                                            | um 1500, zweischiffig, 5 Joche |                       |                                          |
| Mauthausen, Bezirk Perg                                          | St. Nikolaus                               | Mitte 15. Jh. |                       |                                          |
| Mettmach, Bezirk Ried                                            | St. Stephan                                | 1734 und 1844 umgebaut und erweitert, Mittelschiff barocke Stichkappentonne                                                                                  |                       |                                          |
| Michaelnbach, Bez. Grieskirchen                                  | St. Michael                                | spätgotisch, 2 × 3 Joche |                       | Innenfotos fehlen                        |
| Mining, Bezirk Braunau                                           | Mariä Tempelgang                           | spätgotischer Umbau 15. Jh. bis 1508 |                       |                                          |
| Mitterkirchen im Machland                                        | Pfarrkirche St. Andreas                    | nach Zerstörung 1477 Bau bis 1547, Kreuzrippengewölbe, Seitenschiffe halb so breit wie Mittelschiff                                                          |                       | Innenfoto siehe Regionalmedium           |
| Münzkirchen, Bez. Schärding                                      | Mariä Himmelfahrt                          | Erweiterung von 1 auf 3 Schiffe wohl 17. Jh., 3 × 4 Joche rundbogige Kreuzrippengewölbe                                                                      |                       |                                          |
| Neukirchen an der Enknach, Bezirk Braunau                        | Mariä Himmelfahrt                          | um 1430, 2 × 4 Joche |                       |                                          |
| Niederneukirchen, Linz-Land                                      | St. Margaretha                             | geweiht 1488, 2 × 3 Joche, Netzgewölbe, ungewöhnliche Höhenverteilung                                                                                        |                       |                                          |
| Niederzirking, Ried in der Riedmark, Bezirk Perg                 | Mariä Himmelfahrt                          | Vorgänger ab 12. Jh., Langhaus um 1470, 3 × 4 Joche, Chor 1523                                                                                               |                       |                                          |
| Obernberg am Inn, Bezirk Ried                                    | Hl. Abendmahl                              | dreischiffig |                       |                                          |
| Oberrauchenrödt, Grünbach, Bezirk Freistadt                      | St. Michael ob Rauchenödt                  | frühes 16. Jh., Netzgewölbe, symmetrisch zweischiffig, steinerne Vorgängerbauten seit etwa 1200                                                              |                       |                                          |
| Oberwang, Bez. Vöcklabruck                                       | St. Kilian                                 | Langhaus drei Schiffe, zwei Joche, Mittelschiff Tonnengewölbe                                                                                                |                       | Innenfotos fehlen                        |
| Oftering, Linz-Land                                              | St. Peter u. Paul                          | 2 × 3 Joche |                       | Innenfotos fehlen                        |
| Ohlsdorf, Bezirk Gmunden                                         | St. Martin                                 | bez. 1501, Netzgewölbe, 2 × 3½ Joche |                       |                                          |
| Pabneukirchen, Bezirk Perg                                       | Simon u. Judas                             | um 1500, dreischiffig |                       |                                          |
| Pasching, Linz-Land                                              | Alte Kirche Johannes der Täufer            | Beschreibung ohne Foto |                       | Innenfotos fehlen                        |
| Pattigham, Bezirk Ried                                           | St. Laurentius                             | spätes 15. Jh. – (bez.) 1533, zweijochiges Südseitenschiff; Hauptschiff mit Wandpfeilern                                                                     |                       | kein geeignetes Innenfoto                |
| Perg                                                             | Stadtpfarrkirche St. Jakob                 | ab 1500 |                       |                                          |
| Peuerbach                                                        | Pfarrkirche St. Martin                     | Kern wohl gotisch, nach Brand von 1626 spitzbogige Kreuzgratgewölbe                                                                                          |                       |                                          |
| Pischelsdorf am Engelbach, Bezirk Braunau                        | Mariä Himmelfahrt                          | 1392–1419, dreischiffig mit Hallenumgangschor |                       |                                          |
| Pötting, Bez. Grieskirchen                                       | Kreuzesauffindung                          | | Außenfoto bei Tips.at |                                          |
| Pregarten                                                        | Pfarrkirche St. Anna                       | 1893–1897, neugotisch |                       |                                          |
| Attnang-Puchheim                                                 | Wallfahrtskirche Maria Puchheim            | 1886–1890, Neorenaissance, Staffelhalle: Mittelschiff mit Kuppelgewölben, Seitenschiffe mit Quertonnen                                                       |                       |                                          |
| Rainbach im Mühlkreis, Bezirk Freistadt                          | Mariä Himmelfahrt                          | 4. V. 15. Jh. zweischiffig; dazu moderne Erweiterung |                       |                                          |
| Ried im Traunkreis, Bezirk Kirchdorf                             | St. Nikolaus                               | 1476–1522, zweischiffig |                       |                                          |
| Ried in der Riedmark                                             | Pfarrkirche                                | 3 Stützen: 1 Zentralpfeiler u. 2 an der Westempore |                       | Faltblatt der Diözese als PDF            |
| St. Florian, Helpfau-Uttendorf, Bez. Braunau                     | Filialkirche St. Florian                   | Einstützenhalle 2 × 2 Joche, dazu 2-jochiger eingezogener Chor, Gewölberippen später entfernt                                                                |                       | Innenfotos fehlen                        |
| St. Florian am Inn, Bezirk Schärding                             | St. Florian                                | spätgotisch, 2 × 3 Joche |                       |                                          |
| St. Georgen am Walde, Bezirk Perg                                | St. Georg                                  | etwa 1500–1550, 3 × 3 Joche |                       |                                          |
| St. Georgen im Attergau, Bez. Vöcklabruck                        | St. Georg                                  | um 1500, asymmetrisch zweischiffig, 5 Joche |                       |                                          |
| St. Georgen an der Gusen, Bezirk Perg                            | St. Georg                                  | bez. 1538 |                       | Innenfotos siehe Pfarrseite              |
| St. Marien, Linz-Land                                            | Mariä Namen                                | spätgotisches Stern- u. Netzrippengewölbe, zentraler Pfeiler mit moderner Empore umbaut                                                                      |                       |                                          |
| St. Marienkirchen an der Polsenz, Bezirk Eferding                | St. Maria                                  | |                       |                                          |
| St. Martin im Mühlkreis                                          | St. Martin                                 | Umbau zur Halle 2. Hälfte 15. Jh. |                       |                                          |
| St. Peter, Waldburg, Bezirk Freistadt                            | Filialkirche St. Peter                     | dreischiffig, Kreuzrippengewölbe auf Achteckpfeilern, Mittelschiff etwas breiter als Seitenschiffe, aber nicht höher                                         |                       |                                          |
| St. Peter, Waldburg, Bezirk Freistadt                            | Allerheiligenkapelle (CC)                  | als Kalvarienbergkapelle neben der Kirche St. Peter, 1370, zwei Mal zwei Joche, daran ein eingezogener Chor aus einem Rechteckjoch und einem Polygon         |                       |                                          |
| St. Radegund, Bez. Braunau                                       | St. Radegund                               | 1560 schmale Seitenschiffe an drei der vier Hauptschiffsjoche                                                                                                |                       |                                          |
| St. Willibald, Bezirk Schärding                                  | St. Willibald                              | spätes 15./frühes 16. Jh., 2 × 3 Joche |                       |                                          |
| Sarleinsbach, Bezirk Rohrbach                                    | St. Peter ad Vincula                       | Hauptschiff gotisch, Seitenschiffe 1752/1753 |                       | Pfarrseite, mäßig geeignetes Foto        |
| Saxen, Bezirk Perg                                               | St. Stephan                                | dreischiffig, Nordseitenschiff schmal und überw. mit Empore gefüllt, Netzgewölbe                                                                             |                       |                                          |
| Schenkenfelden                                                   | Pfarrkirche                                | zweischiffig |                       |                                          |
| Aigen-Schlägl, Bezirk Rohrbach                                   | Stift Schlägl, Mariä Himmelfahrt (CC)      | Kreuzrippengewölbe, ausgeprägte Stufenhalle |                       |                                          |
| Schneegattern, Bez. Braunau                                      | Maria von Lourdes                          | 1934–1936, Heimatschutz-Stil, flachgedeckte dreischiffige Stufenhalle                                                                                        |                       |                                          |
| Schwanenstadt                                                    | Pfarrkirche St. Michael                    | dreischiffig, Hallenkirche ab 1554 |                       |                                          |
| Schwertberg, Bezirk Perg                                         | Philippus und Jakobus                      | 15. Jh. zweischiffig, 1913/1914 Erweiterungen, unklar ob Hallenkirche i. e. S. oder Pseudobasilika                                                           |                       |                                          |
| Schörfling am Attersee, Bez. Vöcklabruck                         | St. Gallus                                 | 1515 geweiht, Hauptschiff und kurzes Südseitenschiff |                       | kein geeignetes Innenfoto                |
| Senftenbach, Bezirk Ried                                         | Heilig Kreuz                               | Hauptschiff spätgotisch, Südseitenschiff 19. Jh. |                       |                                          |
| Sigharting, Bezirk Schärding                                     | St. Pankraz                                | Kern 15. Jh., Nordseitenschiff 1869 |                       |                                          |
| Sipbachzell, Wels-Land                                           | St. Florian                                | |                       |                                          |
| Stadlkirchen, Dietach, Steyr-Land                                | St. Margareta                              | Chor 14. Jh., Hallenschiff 4. V. 16. Jh. |                       |                                          |
| Steinbach am Attersee, Bez. Vöcklabruck                          | St. Andreas                                | Turm wohl 1410, Kirche um 1516 |                       |                                          |
| Steinerkirchen am Innbach, Kematen am Innbach, Bez. Grieskirchen | Maria Rast                                 | um 1500, Seitenschiff jünger |                       | Innenfotos fehlen                        |
| Steyr                                                            | Stadtpfarrkirche                           | |                       |                                          |
| Taiskirchen, Bezirk Ried                                         | Simon und Judas                            | zweischiffig |                       |                                          |
| Tragwein                                                         | St. Peter und Paul                         | Langhaus 1521 neu gewölbt |                       |                                          |
| Traunkirchen, Bezirk Gmunden                                     | Mariä Krönung                              | 3 × 6 Joche |                       |                                          |
| Ungenach, Bez. Vöcklabruck                                       | St. Lorenz                                 | eine zentrale Stütze |                       | Innenfoto bei evangel. Nachbargemeinde   |
| Unterweißenbach                                                  | St. Nikolaus                               | 1500–1510 Ausbau zur zweischiffigen Hallenkirche |                       | Innenfotos auf Pfarrseite                |
| Vöcklabruck                                                      | Stadtpfarrkirche St. Ulrich                | zweischiffiges Langhaus 1450–1476 |                       |                                          |
| Vöcklamarkt, Bez. Vöcklabruck                                    | Mariä Himmelfahrt                          | zweischiffig, sehr schlanke Säulen |                       |                                          |
| Waldhausen im Strudengau, Bezirk Perg                            | Johannes der Täufer                        | dreischiffig |                       |                                          |
| Waldzell, Bezirk Ried                                            | Mariä Himmelfahrt                          | Hauptschiff u. Südseitenschiff, Netzgewölbe |                       |                                          |
| Wartberg ob der Aist, Bezirk Freistadt                           | Mariä Himmelfahrt (CC)                     | |                       |                                          |
| Wartberg an der Krems, Bezirk Kirchdorf                          | St. Kilian                                 | älterer Chor 14. Jh. |                       |                                          |
| Weigersdorf, Ried im Traunkreis, Bezirk Kirchdorf                | St. Jakob (CC)                             | 2 × 3 Joche |                       |                                          |
| Windhaag, Bezirk Freistadt                                       | St. Stephanus                              | 1487–1520 |                       |                                          |
| Wolfern Steyr-Land                                               | St. Martin                                 | zweischiffig |                       |                                          |
| Bad Zell                                                         | Pfarrkirche                                | Staffelhalle von geringer Höhe |                       |                                          |
| Zell am Pettenfirst, Bez. Vöcklabruck                            | Mariä Heimsuchung                          | Ende 15. Jh. |                       |                                          |

### Salzburg
– Siehe auch: Pseudobasiliken im Land Salzburg (6) –
Anzahl: 21, darunter 2 Grenzfälle Stufenhalle/Pseudobasilika
| Ort                                           | Name/Patrozinium                                       | Anmerkungen                                                                                              | Fotos | Fotos                                 |
| --------------------------------------------- | ------------------------------------------------------ | --- | ----- | ------------------------------------- |
| Adnet, Bezirk Hallein                         | St. Stephanus u. Laurentius                            | Hauptschiff und gleich hohes aber schlichteres Nordseitenschiff                                          |       |                                       |
| Berndorf, Salzburg-Umg.                       | Mariä Himmelfahrt                                      | dreischiffig                                                                                             |       |                                       |
| Bischofshofen                                 | St. Maximilian                                         | jüngere Teile um 1450                                                                                    |       |                                       |
| Bischofshofen                                 | Missionskirche St. Rupert                              | 1925–1929, neubarocke Emporenhalle, Kirche der Steyler Missionare                                        |       |                                       |
| Bruck an der Glocknerstraße, Bez. Zell am See | Pfarrkirche hl. Maria                                  | 1860, neugotische Staffelhalle                                                                           |       |                                       |
| Golling, Bezirk Hallein                       | St. Johann Bap. und Johann Ev.                         | dreischiffige gotische Stufenhalle                                                                       |       |                                       |
| Grödig, Salzburg-Umg.                         | Mariä Verkündigung                                     | barockes Hauptschiff, Gewölbe des Südseitenschiffs unterhalb, aber nicht viel niedriger, daher Grenzfall |       |                                       |
| Bad Hofgastein, Bez. St. Johann im Pongau     | Mariä Himmelfahrt                                      | gotisch, 3 Schiffe annähernd gleicher Höhe, Mittelschiff Stern- bis Netzgewölbe                          |       |                                       |
| Hüttau, Bez. St. Johann im Pongau             | St. Leonhard                                           | 1472, dreischiffig, Mittelschiff Netzgewölbe                                                             |       |                                       |
| Kuchl, Bezirk Hallein                         | St. Maria und St. Pankraz                              | dreischiffige gotische Stufenhalle                                                                       |       |                                       |
| Lamprechtshausen, Salzburg-Umg.               | St. Martin                                             | zwei zweijochige Seitenschiffe wohl erst im 20. Jh. angefügt                                             |       |                                       |
| Maria Alm, Bez. Zell am See                   | Mariä Geburt                                           | Mittelschiff Stichkappentonne                                                                            |       |                                       |
| Neumarkt am Wallersee, Salzburg-Umg.          | St. Nikolaus                                           | barock bis klassizistisch, dreischiffig, Kreuzgratgewölbe, nur Gewölbescheitel höhengestaffelt           |       |                                       |
| Salzburg                                      | Bürgerspitalkirche St. Blasius                         | um 1330                                                                                                  |       |                                       |
| Salzburg                                      | Franziskanerkirche                                     | niedriges romanische Langhaus (1223 geweiht) mit Barockfassade, spätgotischer Hallenchor 1408–1432       |       |                                       |
| St. Johann im Pongau, Bezirksstadt            | St. Johannes d. T. u. St. Johannes Ev., „Pongauer Dom“ | nach Brand von 1855 ab 1857 neugotisch                                                                   |       |                                       |
| St. Martin bei Lofer, Bez. Zell am See        | St. Martin                                             | dreischiffig, Seitenschiffsgewölbe verloren                                                              |       |                                       |
| St. Veit im Pongau, Bez. St. Johann im Pongau | St. Vitus                                              | gotisch, symmetrisch zweischiffige Halle, daran beidseits noch je ein basilikal niedriges Seitenschiff   |       |                                       |
| Seekirchen am Wallersee, Salzburg-Umg.        | Stiftspfarrk. (CC)                                     | ab 1669, Frühbarock, dreischiffig, Mittelschiff mit Stichkappentonne                                     |       | geeignetes Innenfoto im Salzburg-Wiki |
| Bad Vigaun, Bezirk Hallein                    | St. Dionysius                                          | dreischiffig, fast gleich hohe Netzgewölbe auf Rundpfeilern                                              |       |                                       |
| Wagrain, Bez. St. Johann im Pongau            | St. Franziskus                                         | überw. gotisch, Chorpartie mit barocker Nordkapelle Grenzfall Stufenhalle/Pseudobasilika                 |       |                                       |

### Steiermark
– Siehe auch: Pseudobasiliken in der Steiermark (8) –
Anzahl: 54, davon zwei eventuell Pseudobasilika
| Ort                                                    | Name/Patrozinium                                | Anmerkungen | Fotos | Fotos                                       |
| ------------------------------------------------------ | ----------------------------------------------- | --- | ----- | ------------------------------------------- |
| Allerheiligen im Mürztal, Kindberg, Bruck-Mürzzuschlag | Allerheiligen-K.                                | |       |                                             |
| Eibiswald, Bez. Deutschlandsberg                       | Maria in den Dornen                             | dreischiffig, barock |       |                                             |
| Fernitz, Graz-Umgebung                                 | Maria Trost                                     | |       |                                             |
| Friedberg, Bez. Hartberg- Fürstenfeld                  | St. Jakobus                                     | |       |                                             |
| Gaishorn a. S., Bezirk Liezen                          | Hl. Dreifaltigkeit                              | |       |                                             |
| Gnas, Bez. Südost- Steiermark                          | Maria Engeln                                    | nur noch zwei direkte Deckenpfeiler, übrige Seitenschiffsarkaden auf Brücken                                                                          |       |                                             |
| Göss, Stadt Leoben                                     | Pfarrkirche hl. Maria und hl. Margaretha        | Benediktinerinnenabtei, Chor 1338 in Bau, Langhaus 1510–1522 erneuert                                                                                 |       |                                             |
| Gratwein- Straßengel, Graz-Umg.                        | St. Rupert                                      | dreischiffig, Kreuzrippengewölbe in einer Höhe |       |                                             |
| Graz                                                   | St. Andrä                                       | 1616–1627, Frühbarock |       |                                             |
| Graz                                                   | Grazer Dom                                      | 15. Jh., Kathedrale seit 1786, Grenzfall von Staffelhalle und Pseudobasilika                                                                          |       |                                             |
| Graz                                                   | Franziskanerkirche                              | Hallenkirche ab 1515 |       |                                             |
| Graz                                                   | Stadtpfarrkirche Heilig Blut                    | ab 1440, lange Zeit Dominikanerkirche |       |                                             |
| Graz                                                   | Mariahilferkirche                               | 1607–1611 und 1740–1744, Barock |       |                                             |
| Hartberg, Bez. Hartberg- Fürstenfeld                   | St. Martin                                      | dreischiffige Emporenhalle, Mittelschiff gotische Sterngewölbe                                                                                        |       |                                             |
| Judenburg, Bezirk Murtal                               | St. Maria Magdalena                             | gotisch, symmetrisch zweischiffig |       |                                             |
| Kapfenstein, Bez. Südost- Steiermark                   | St. Nikolaus                                    | dreischiffig, barock |       |                                             |
| Kirchbach- Zerlach, Bez. Südost- Steiermark            | St. Johannes der Täufer                         | dreischiffig, barock, Hängekuppelgewölbe |       |                                             |
| Kobenz, Bezirk Murtal                                  | St Rupert                                       | gotische Rippengewölbe, asymmetrisch zweischiffig |       |                                             |
| Langenwang, Bruck-Mürzzuschlag                         | St. Andreas                                     | |       |                                             |
| Leibnitz, Bezirksstadt                                 | St. Jakobus der Ältere                          | dreijochiges Nordseitenschiff mit verglaster Empore                                                                                                   |       |                                             |
| Maria Buch- Feistritz, Bezirk Murtal                   | Mariä Himmelfahrt                               | gotisch, dreischiffig |       |                                             |
| Mariazell, Bruck-Mürzzuschlag                          | „Basilika“                                      | Ausgangsbau gotisch, massiv barockisiert, Langhaus dreischiffige Halle, dazu Seitenkapellen; Querhaus u. Chor mit Höhenunterschieden und Laternenturm |       |                                             |
| Mettersdorf am Saßbach, Bez. Südost- Steiermark        | Herz-Jesu                                       | am Chor zweijochiges Seitenschiff mit Empore |       |                                             |
| Neuberg an der Mürz, Bruck-Mürzzuschlag                | Stiftskirche                                    | heute Pfarrkirche, errichtet als Zisterzienserkloster, ab 1327, Altarweihe 1471, Westrose 1496                                                        |       |                                             |
| Neumarkt, Bezirk Murau                                 | St. Katharina                                   | gotisch, schmale Seitenschiffe |       |                                             |
| Niederhofen, Stainach-Pürgg, Bezirk Liezen             | St. Rupert(CC)                                  | symmetrisch zweischiffig |       |                                             |
| Obdach, Bezirk Murtal                                  | St. Ägydius                                     | 3 × 3 Joche, Mittelschiff 13. Jh., Südseitenschiff spätgotisch, Nordseitenschiff 2. H. 17. Jh. barock                                                 |       | m. Pfeilerecken                             |
| Oberwölz, Bezirk Murau                                 | Stadtpfarrk. St. Martin                         | dreischiffig, stark barockisiert, Grenzfall Stufenhalle/Pseudobasilika                                                                                |       |                                             |
| Oberwölz, Bezirk Murau                                 | SpitalSpitalskirche (Oberwölz)kirche St. Martin | gotisch, symmetrisch zweischiffig |       |                                             |
| Osterwitz, Deutschlandsberg                            | Mariä Schmerzen                                 | gotisch, symmetrisch zweischiffig |       |                                             |
| Paldau, Bez. Südost- Steiermark                        | Veitskirche                                     | Kern einschiffig, zweijochige Rundbogenarkade zwischen altem Schiff und gleich hoher moderner Norderweiterung                                         |       |                                             |
| Pernegg an der Mur, Bruck-Mürzzuschlag                 | Frauenkirche (CC)                               | äußerlich gotisch, dreischiffig, barocke Spiegelgewölbe                                                                                               |       |                                             |
| Pöllauberg, Bez. Hartberg- Fürstenfeld                 | Wallfahrts- kirche Maria Pöllauberg             | symmetrisch zweischiffig |       |                                             |
| Bad Radkersburg, Bez. Südost- Steiermark               | Frauenkirche                                    | dreischiffige barocke Stufenhalle |       |                                             |
| Rottenmann, Bezirk Liezen                              | St. Nikolaus                                    | |       |                                             |
| St. Anna am Aigen, Bez. Südost- Steiermark             | St. Anna                                        | dreischiffige barocke Emporenhalle |       |                                             |
| Sankt Egidi, Murau, Bezirk Murau                       | St. Ägidius                                     | Seitenschiffe niedriger als flachgedecktes Mittelschiff                                                                                               |       | Google Streetview von NW, Innenfotos fehlen |
| St. Georgen ob Murau, Bezirk Murtal                    | St. Georg                                       | ab 1477, dreischiffig, Sterngewölbe auf schlanken Bündelpfeilern                                                                                      |       |                                             |
| St. Kathrein am Offenegg, Bezirk Weiz                  | St. Kathrein (CC)                               | kurzes dreischiffiges „Langhaus“ von zwei Jochen Länge                                                                                                |       |                                             |
| Sankt Lambrecht, Bezirk Murau                          | Stiftskirche                                    | 1327–1421, Benediktinerabtei |       |                                             |
| St. Marein- Feistritz, Bezirk Murtal                   | Maria im Paradiese                              | gotisch, symmetrisch zweischiffig |       |                                             |
| St. Oswald- Möderbrugg, Pölstal, Bezirk Murtal         | St. Oswald                                      | symmetrisch zweischiffig |       |                                             |
| St. Peter ob Judenburg, Bezirk Murtal                  | St. Peter                                       | |       |                                             |
| St. Peter am Kammersberg, Bezirk Murau                 | St. Peter                                       | dreischiffig, gotische Gewölbe, Nordseitenschiff mit Empore gefüllt                                                                                   |       |                                             |
| St. Stefan ob Stainz, Bez. Deutschlandsberg            | St. Stefan                                      | dreischiffig, gotisch |       |                                             |
| Schladming, Bezirk Liezen                              | St. Achatius                                    | |       |                                             |
| Schladming, Bezirk Liezen                              | Peter-und-Paul-Kirche                           | evangelisch, 1857–1862, Emporenhalle |       |                                             |
| Schöder, Bezirk Murau                                  | Mariä Geburt                                    | gotische Gewölbe, Hauptschiff und Südseitenschiff |       |                                             |
| Semriach, Graz-Umgebung                                | St. Ägydius                                     | |       |                                             |
| Spielfeld, Straß i. d. Stmk., Bezirk Leibnitz          | St. Michael                                     | Stufenhalle aus breitem Hauptschiff und zweijochigem Südseitenschiff                                                                                  |       |                                             |
| Stanz im Mürztal, Bruck-Mürzzuschlag                   | St. Ulrich (CC)                                 | |       |                                             |
| Straden, Bez. Südost- Steiermark                       | Mariä Himmelfahrt                               | auf alter Kirchenburg, dreischiffige Emporenhalle, Mittelschiff 1469–1472, Seitenschiffe 1700–1702                                                    |       |                                             |
| Gratwein- Straßengel, Graz-Umgebung                    | Wallfahrtskirche Mariä Namen                    | |       |                                             |
| Tragöß- Sankt Katharein, Bruck-Mürzzuschlag            | St. Nikolaus (CC)                               | |       |                                             |

### Tirol
– Siehe auch: Pseudobasiliken in Tirol (1) –
Anzahl: 13
| Ort           | Name/Patrozinium                       | Anmerkungen                                                                                    | Fotos | Fotos |
| ------------- | -------------------------------------- | ---------------------------------------------------------------------------------------------- | ----- | ----- |
| Absam         | Basilika St. Michael                   | 1420/1440, dreischiffig                                                                        |       |       |
| Hall in Tirol | Stadtpfarrkirche St. Nikolaus          | dreischiffiger Ausbau zw. 1420 u. 1240                                                         |       |       |
| Imst          | Pfarrkirche Mariä-Himmelfahrt          | 1462–1493, 1780 Barock, 1822 Historismus, sp. 19./fr. 20 Jh. Freilegung von Originalstrukturen |       |       |
| Innsbruck     | Hofkirche                              | 1553–1563, Barockisierung v. a. spätes 17. Jh.                                                 |       |       |
| Innsbruck     | Pfarrkirche St. Nikolaus               | 1881–1885, neugotisch, dreischiffig                                                            |       |       |
| Innsbruck     | Pfarrkirche Hötting                    | 1909–1911, dreischiffig                                                                        |       |       |
| Kitzbühel     | Stadtpfarrkirche St. Andreas           | 1435–1506, im 17./18. Jh. barockisiert, dreischiffig                                           |       |       |
| Kufstein      | Pfarrkirche St. Vitus                  | 1420 gotisch vollendet, 1660/61 barockisiert                                                   |       |       |
| Rattenberg    | Pfarrkirche St. Virgil                 | 1473–1506, um 1730 barockisiert, zweischiffig                                                  |       |       |
| Schwaz        | Pfarrkirche Maria Himmelfahrt          | 1490–1518 vierschiffiger Ausbau                                                                |       |       |
| Schwaz        | Franziskanerkirche                     | 1507–1515, Veränderungen 1580, 1620, 1735, 1840                                                |       |       |
| Seefeld       | Pfarr- und Wallfahrtskirche St. Oswald | Chor ab 1429, Hallenschiff 1465/66 gewölbt und 1604 verlängert                                 |       |       |
| Untermieming  | Pfarrkirche Mariä Himmelfahrt          | 1890–1891, dreischiffig                                                                        |       |       |

### Vorarlberg
| Ort       | Name/Patrozinium | Anmerkungen             | Fotos | Fotos |
| --------- | ---------------- | ----------------------- | ----- | ----- |
| Feldkirch | Dom St. Nikolaus | 1478–1520, zweischiffig |       |       |

### Wien
– Siehe auch: Pseudobasiliken in Wien (2) –
Anzahl: 10
| Bezirk               | Name/Patrozinium                        | Anmerkungen                                                                        | Fotos | Fotos |
| -------------------- | --------------------------------------- | ---------------------------------------------------------------------------------- | ----- | ----- |
| Innere Stadt         | Stephansdom                             | Chorweihe 1340, Langhaus 1474 vollendet; pseudobasilikales Langhaus mit Hallenchor |       |       |
| Innere Stadt         | Kirche am Hof                           | 1386–1403, nach Brand von 1607 Wiederherstellung bis 1610, Fassade 1625            |       |       |
| Innere Stadt         | Minoritenkirche                         | 1275 bis 14. Jh.                                                                   |       |       |
| Wieden               | Pfarrkirche St. Elisabeth               | 1866, neugotisch                                                                   |       |       |
| Neubau               | Lazaristenkirche                        | 1860–1862, neugotisch                                                              |       |       |
| Penzing (Wien)       | Pfarrkirche Breitensee                  | 1896–1898, neugotisch                                                              |       |       |
| Währing              | Pfarrkirche Gersthof                    | 1887–1891, neugotisch                                                              |       |       |
| Währing              | Lazaristenkirche                        | 1876–1880, neugotisch                                                              |       |       |
| Heiligenstadt (Wien) | Heiligenstädter Pfarrkirche St. Michael | neugotisch, Staffelhalle                                                           |       |       |
| Floridsdorf          | Pfarrkirche Donaufeld                   | 1905–1914, neugotisch                                                              |       |       |